# NGC 807
NGC 807 je eliptická galaxie v souhvězdí Trojúhelníku. Její zdánlivá jasnost je 12,5m a úhlová velikost 1,8′ × 1,3′. Je vzdálená 218 milionů světelných let, průměr má 115 000 světelných let. Galaxii objevil 11. září 1784 William Herschel.